# Mein lieber Mann und ich
Mein lieber Mann und ich ist ein Film des Fernsehens der DDR, hergestellt im DEFA-Studio für Spielfilme, aus dem Jahr 1975. Regie führte Klaus Gendries nach einem Drehbuch von Klaus Poche.

## Inhalt
Im Mittelpunkt der Handlung steht Angelika Minhoff. Sie ist die Frau des viel beschäftigten Schauspielers Gerd Minhoff. In dessen Leben nimmt sie aber mehr die Rolle einer Assistentin ein, als die einer akzeptierten Ehefrau. Sie ist Hausfrau und in der letzten Zeit die Kraftfahrerin ihres Mannes, der wegen einer Fahrt unter Alkoholeinfluss seine Fahrerlaubnis abgeben musste. So fährt sie ihren Mann zwischen seinen Terminen bei Rundfunk, Film, Fernsehen oder Synchron und wird dabei häufig von ihm kritisiert.
Während sie immer wieder im Auto vor der Tür auf ihren Mann wartet, dieser abends schon im Bett ist oder sie an einem Tag „mal nicht braucht“, denkt sie zunehmend kritisch über ihr Leben und ihre Rolle in ihrer Ehe nach. Ihr Mann nimmt die Probleme seiner Frau und ihren Veränderungsprozess nicht wahr. Schließlich reift in ihr der Entschluss, sich eine eigene Arbeit zu suchen die ihr wirkliche Anerkennung und Befriedigung verschafft. Vor allem aber will sie Gleichberechtigung in der Ehe, Anerkennung und von ihrem Mann nicht mehr bevormundet werden.
Sie bewirbt sich in einem Betrieb als Kraftfahrerin. Dort wird sie vom Fahrdienstleiter Richter zunächst skeptisch empfangen. Obwohl sie ihren Mann in der letzten Zeit häufig gefahren hat, hat sie im Grunde keine Erfahrungen in diesem Beruf. Das wird schon bei der Probefahrt am ersten Tag deutlich: Ungeeignete Kleidung, unsicheres Fahrverhalten und mangelnde Fahrzeugkenntnisse scheinen die Vorurteile zu bestätigen. Auch von ihren zukünftigen Kollegen wird sie vorerst nicht ernst genommen, sehen diese sie doch zuerst als „flotte Biene“, denn als Kollegin.
Bei einer während der Probefahrt vom Fahrdienstleiter verursachten „Probe-Panne“ erwirbt sie sich aber einen ersten kleinen Achtungserfolg. Zwar kommt sie mit Wagenheber und Reserverad nicht zurecht, kann aber – als Frau – schnell dadurch Abhilfe schaffen, dass sie einen LKW anhält, dessen Fahrer die Panne für sie beheben.
Ihr Mann ist wenig begeistert, als er von den neuen Wegen seiner Frau erfährt. Dabei geht es ihm vor allem aber um sich selbst – die Frau des Schauspielers Gerd Minhoff als Kraftfahrerin, in einem „Beruf ohne Perspektive“, das lässt ihn vor allem um seine Reputation bangen. Zudem fürchtet er um einige Bequemlichkeiten, die das bisherige Eheleben mit sich brachte.
Auch die übrigen Kraftfahrer sind von der neuen Kollegin zunächst wenig angetan. Sie befürchten, eher eine „Klette am Bein“, als eine zusätzliche Arbeitskraft in ihrer Brigade zu haben. Wenigstens der Fahrdienstleiter versucht der Situation etwas Gutes abzugewinnen: So schlägt er dem Kulturbeauftragten der Brigade vor, die Ehe der neuen Kollegin für die Kulturarbeit zu nutzen.
In der Ehe von Angelika Minhoff ändert sich nun einiges: So muss sich nun auch der Schauspielergatte um Probleme mit Kind, Einkauf und Haushalt kümmern. Auch ist er plötzlich in der Rolle desjenigen, der abends alleine in der Wohnung sitzt, weil seine Frau schon schläft. Gert Minhoff kommt damit nicht zurecht und sucht Trost bei einem seiner Kollegen.
Währenddessen lebt sich Angelika langsam in ihrem neuen Betrieb ein. Die Kollegen der Kraftfahrerbrigade beginnen, sie zu akzeptieren. Die erste Fernfahrt verläuft dennoch nicht komplikationsfrei: Der ökonomische Direktor Prüfer soll an einer Tagung in Magdeburg teilnehmen. Er weigert sich allerdings, mit einer Frau zu fahren. Doch Direktor Bellmann setzt die Fahrt durch. Als der Fahrgast seiner Kraftfahrerin ständig reinredet, weist diese ihn zurecht. Prüfer beschwert sich darüber schriftlich, doch die Kraftfahrerbrigade stellt sich hinter ihre Kollegin. Und auch Angelikas Mann findet sich langsam in die neue Situation hinein.
Unterdessen arrangiert es Direktor Bellmann so, dass Angelika seine neue Cheffahrerin wird, wenn der bisherige Cheffahrer in Rente geht. Als Angelika ihrem Mann davon erzählt, dass sie die neue Stelle annehmen will, brechen die Konflikte wieder auf.
Die neue Stelle bringt auch gleich eine Herausforderung mit sich. Angelika soll Direktor Bellmann zur Messe nach Leipzig fahren. Hier erkennt sie, dass die Männer in ihrer Umgebung sie nicht nur als Kraftfahrer sehen. Letztlich denkt Angelika darüber nach, die Arbeit wieder aufzugeben und erzählt Bellmann davon. Als Grund für diesen Entschluss nennt sie aber die Probleme in ihrer Ehe.
Bellmann beschließt, deshalb mit Gerd Minhoff zu sprechen. Dieser ist erst gar nicht begeistert, kommt dann aber mit Bellmann ins Gespräch. Die beiden entdecken Gemeinsamkeiten und „verbrüdern“ sich bei Whiskey und Wein.
Am nächsten Morgen erklärt Minhoff seiner Frau, die sich nun offenbar endgültig entschlossen hat, die Arbeit wieder aufzugeben, er habe mit dem Direktor alles für sie geregelt. Man denke über Qualifizierungen für sie nach und darüber, dass sie nicht auf alle Zeit Kraftfahrerin bleiben solle. Dabei erkennt er nicht, dass es genau diese Bevormundung durch ihren Mann ist, die sie nicht mehr wollte.

## Produktion und Veröffentlichung
Mein lieber Mann und ich wurde unter dem Arbeitstitel Gute Nacht, Küßchen auf ORWO-Color gedreht und hatte seine Erstausstrahlung am 5. Januar 1975 im 1. Programm des Fernsehens der DDR.

## Kritik
Mimosa Künzel stellte 1975 in der Neuen Zeit fest:

„Autor Klaus Poche und Regisseur Klaus Gendries gelang mit ‚Mein lieber Mann und ich‘ eine Fernsehfilmkomödie von dezentem, aus der Situation erwachsendem Humor, der überhaupt nicht vordergründig-aufdringlich und lauthals angeboten wird, wie es leider sonst in diesem Genre gang und gäbe ist. Und hier liegt eben auch die Chance, ohne Klamauk und billige Effekthascherei wirkliche Heiterkeit beim Publikum zu erzeugen. Poche ging mit Akribie zu Werke und erwies sich als exakter Beobachter und feinsinniger Erzähler.“

Der Filmdienst bemerkt, dass der Film die Frage nach der schnellen Emanzipation der Frauen im Raum stehen lässt und auf ein Happy End bewusst verzichtet.